# نائوکی اینوسه
نائوکی اینوسه (انگلیسی: Naoki Inose; ۲۰ نوامبر ۱۹۴۶ – ) Biographer، روزنامه‌نگار اهل ژاپن بود. او از ژوئن ۲۰۰۷ به عنوان معاون فرماندار توکیو خدمت کرد تا زمانی که در ۱ نوامبر ۲۰۱۲ پس از استعفای شینتارو ایشیهارا سرپرست فرمانداری شد. او در دسامبر ۲۰۱۲ در یک پیروزی قاطع تاریخی به عنوان فرماندار توکیو انتخاب شد اما استعفای خود را در ۱۹ دسامبر ۲۰۱۳ به دنبال یک رسوایی مرتبط با بودجه سیاسی اعلام کرد.